# Torres Torres
Torres-Torres (en valenciano y oficialmente Torres Torres) es un municipio de la Comunidad Valenciana, España. Perteneciente a la provincia de Valencia, en la comarca del Campo de Murviedro.

## Geografía
Integrado en la comarca de Campo de Murviedro, se sitúa a 41 kilómetros de la capital valenciana. El término municipal está atravesado por la autovía Mudéjar (A-23) y por la carretera N-234 en el pK 13, además de por carreteras locales que permiten la comunicación con Quart de les Valls (CV-320), Algimia de Alfara (CV-310) y Serra (CV-310).
El relieve incluye al este una parte del valle medio del río Palancia y una zona más montañosa al oeste que forma parte de la Sierra Calderona. El río Palancia baña la parte oriental del término y sirve de frontera con el de Sagunto. El terreno es allí más o menos llano y se mantiene a una altitud mínima de 120 m. Hacia el lado occidental, el terreno comienza a elevarse y se hace más accidentado, hasta alcanzar los 725 m cerca del Alto de la Nevera, que sirve de vértice divisorio entre los términos de Serra, Segorbe y Torres Torres. Otros picos importantes en la zona montañosa occidental son la Montanya de la Gronsa (598 m) y la Montanya de les Ombries (604 m). El pueblo se alza a 168 m sobre el nivel del mar.

### Localidades limítrofes
| Noroeste: Algimia de Alfara | Norte: Algimia de Alfara | Noreste: Algimia de Alfara y Sagunto |
| Oeste: Segorbe (Castellón)  |                          | Este: Sagunto                        |
| Suroeste: Serra             | Sur: Estivella           | Sureste: Sagunto y Estivella         |

## Historia
Aunque su origen parece ser árabe, existen yacimientos del edad de bronce valenciana, así como ruinas de la época romana. En el lecho del río Palancia se conservan las ruinas de un puente romano, y en distintos puntos del término han sido hallados vestigios ibéricos. Jaime I la conquistó juntamente con Algimia de Alfara y Alfara de Algimia y conformó la Baronía de Torres-Torres otorgándola a Beltrán de Bellpuig. Antiguamente tenía cuatro torres y defendía la baronía de Torres Torres, que incluía a varias poblaciones vecinas. En 1445 este señorío fue vendido a Joan de Vallterra y en el siglo XVIII recayó en la familia de Castellví. Su población contaba en 1646 con 54 casas. En el siglo XVIII habían aumentado a 168 vecinos y a mitad del siglo XIX había descendido a 120 casas. Al comenzar el siglo XX sobrepasaba en poco los 500 habitantes, cifra que mantendría hasta 1960 año en el que comenzará a descender hasta los 401 habitantes de 1994.

## Demografía
Torres Torres cuenta con una población de 750 habitantes (INE 2024).
| Gráfica de evolución demográfica de Torres Torres entre 1842 y 2021                                                 |
| |
| Población de derecho según los censos de población del INE Población de hecho según los censos de población del INE |

La evolución demográfica de Torres Torres ha aumentado con el paso de los años, pero no abundantemente, ha habido un crecimiento positivo que no ha decaído. Teniendo en cuenta que es una localidad rodeada de grandes ciudades con más recursos, no se ha visto muy poblada en ningún momento desde que hay registros, se observa en la tabla entre 2015 y 2018 un decrecimiento. A pesar de ello, a partir de 2019 vuelve a aumentar la población y en mayor medida que hasta el momento.

## Economía
Económicamente su fuente de riqueza es la agricultura, principalmente la de regadío, predominando el cultivo de cítricos y frutales. En el secano se encuentran algarrobos, almendros, plataneros, vid y olivos. El terreno que no se dedica a la agricultura es montañoso, repleto de pinos y matorral.
La ganadería cuenta con cabezas de ganado lanar y vacuno. La industria es prácticamente inexistente, aunque desde el ayuntamiento se ha tratado de mejorar esta cuestión mejorando su acceso a la A-23 o Autovía Mudéjar.

### Comunicaciones
Se accede a Torres Torres desde Valencia a través de la A-23, y desde Quart de les Valls y Faura, por la carretera CV-320. Torres Torres es atravesado por la Carretera Nacional 234 (Sagunto - Burgos) y tiene próxima la autovía A-23 (Sagunto - Somport) que desde su inauguración soporta la mayoría del caudal de tráfico del corredor.

#### La travesía de Torres Torres
La travesía de la N-234 por Torres Torres fue conocida debido al paso alternativo que debía darse en uno de sus puntos debido a la proximidad de las viviendas, que no permitía el paso de dos vehículos simultáneamente y el zigzag que se daba a la entrada del pueblo, a escasos 150 m del paso estrecho, que presentaba un ángulo de casi 60 grados, lo que obligaba a los vehículos pesados a invadir el carril del sentido contrario.
Los dos problemas citados anteriormente, en conjunto, convertían a la travesía de Torres-Torres en una auténtica ratonera donde eran frecuentes los grandes atascos mientras los vehículos pesados maniobraban en la curva imposible, hecho este que frecuentemente se saldaba con daños en casas y balcones (muchos de ellos aun presentan restos de reparaciones), así como en una tapia de piedra situada frente a la iglesia.
Esta travesía permanece igual que siempre, pero la construcción e inauguración de la autovía A-23 que discurre casi paralela a la N-234 ha mejorado sensiblemente los problemas de tráfico en dicho punto, que no presenta problemas a día de hoy debido a la escasa densidad de circulación que lo atraviesa.

## Administración y política
| Periodo   | Nombre                                 | Partido      |
| --------- | -------------------------------------- | ------------ |
| 1979-1983 | Adolfo Ballester Mestre                | UCD          |
| 1983-1987 | Vicente Martí Seguí                    | PSPV-PSOE    |
| 1987-1991 | Vicente Martí Seguí                    | PSPV-PSOE    |
| 1991-1995 | Vicente Martí Seguí                    | PSPV-PSOE    |
| 1995-1999 | Vicente Martí Seguí                    | PSPV-PSOE    |
| 1999-2003 | Agustín Melchor Poyo                   | PP           |
| 2003-2007 | Agustín Melchor Poyo                   | PP           |
| 2007-2011 | Agustín Melchor Poyo                   | PP           |
| 2011-2015 | Alfonso Guillem Moliner                | PP           |
| 2015-2019 | Rafael Gil Ballester Víctor Mateu Ocón | PSPV-PSOE PP |
| 2019-2023 | Víctor Mateu Ocón Amparo Bolós Andreu  | PP TPTT      |
| 2023-act. | Javier Peris Escrig                    | PP           |

## Patrimonio

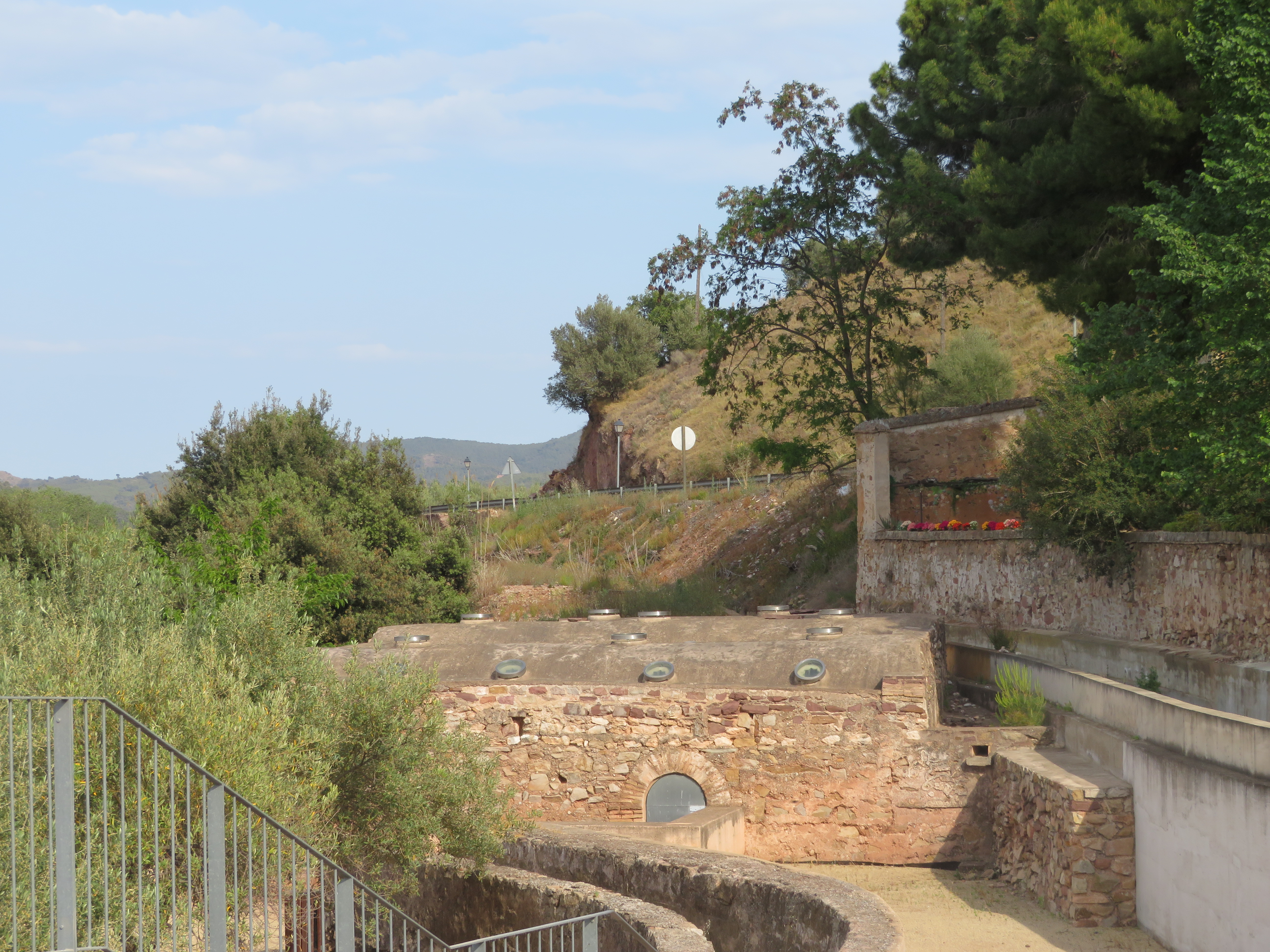
Baños árabes de Torres Torres.

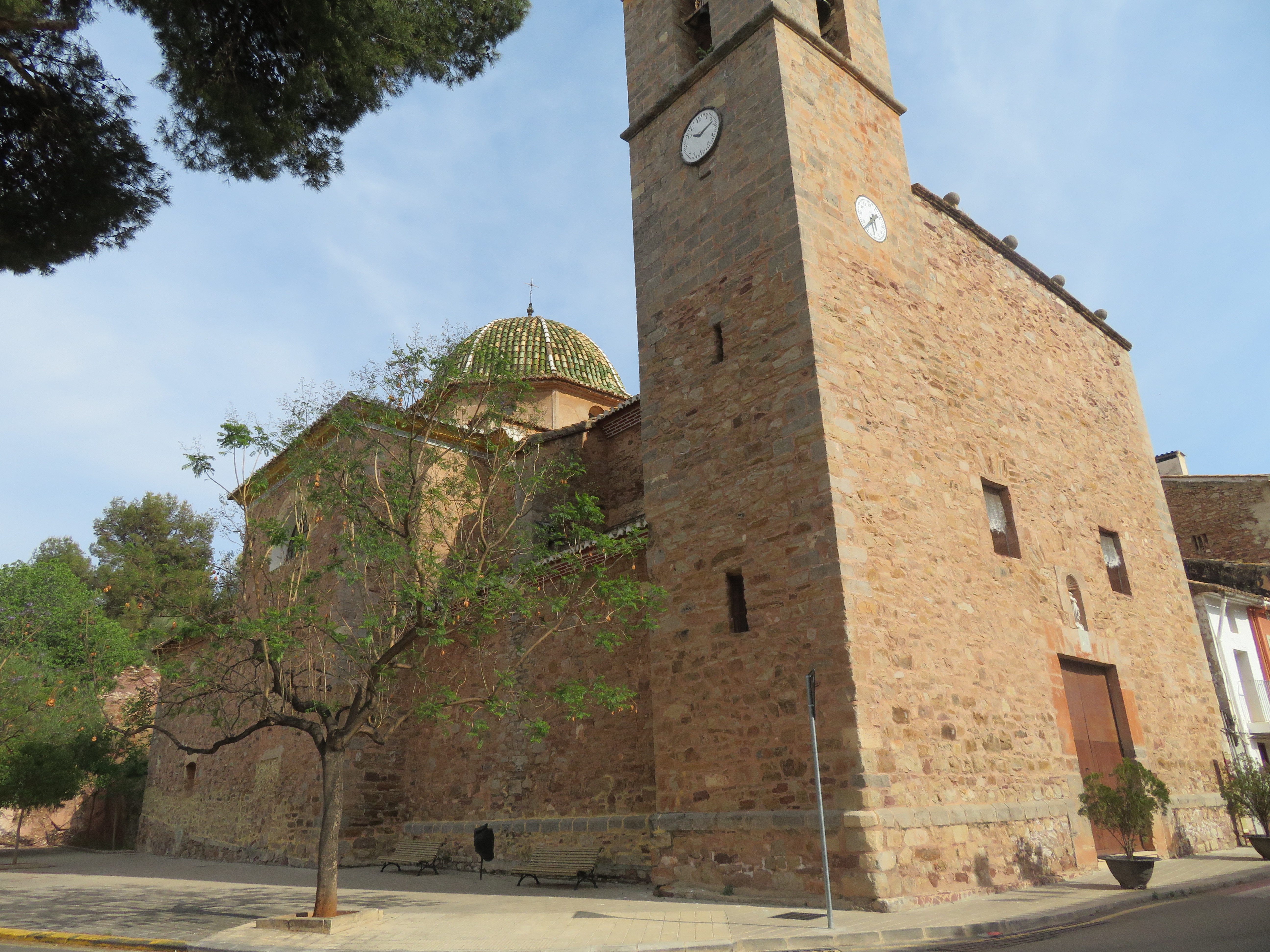
Iglesia parroquial de Nuestra Señora de los Ángeles de Torres Torres (Valencia).

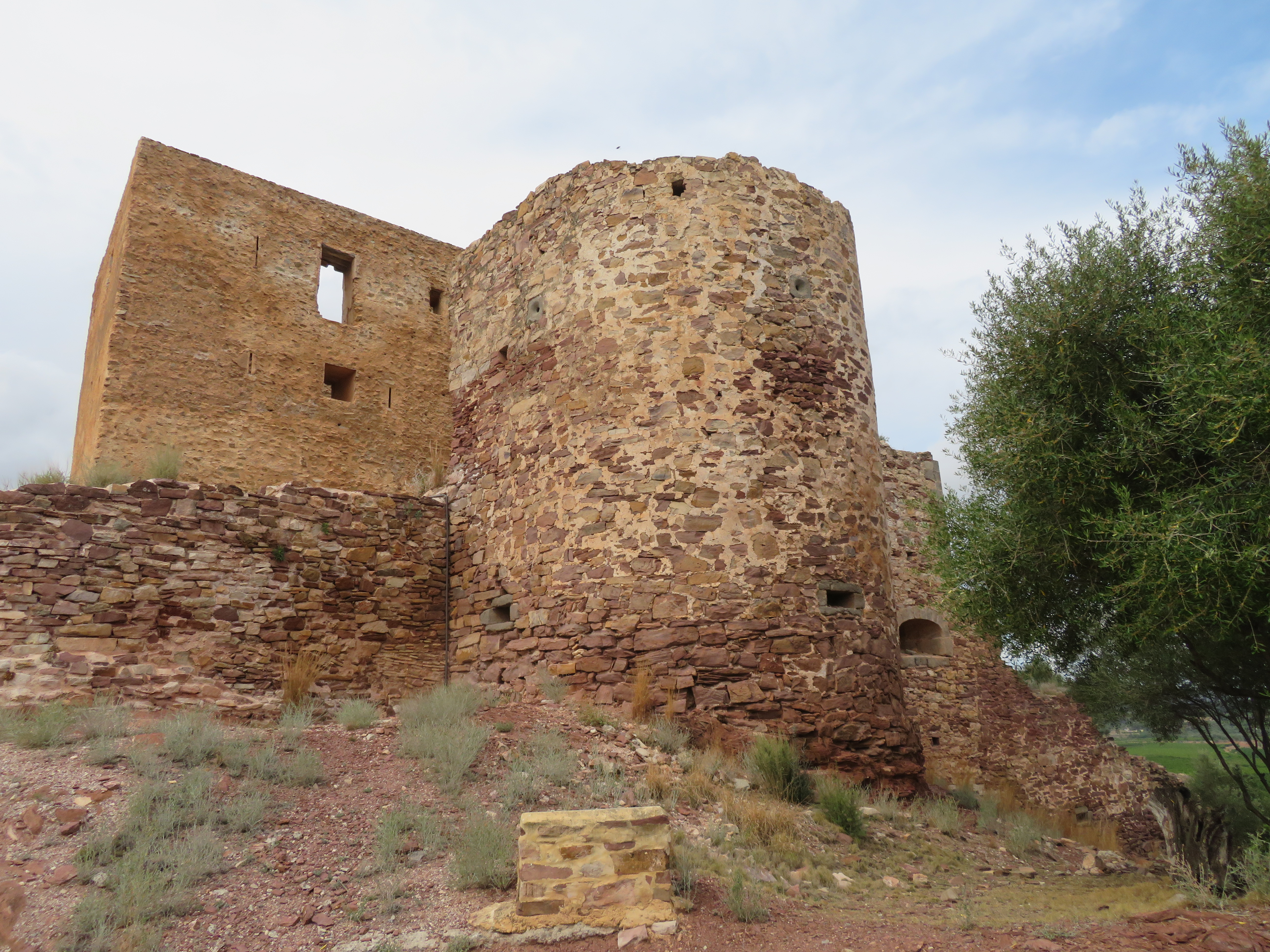
Antiguo castillo de Torres Torres (Valencia).

Como elementos principales del patrimonio histórico de la localidad han de reseñarse las ruinas del castillo y de los baños árabes. En estos baños árabes se han acometido trabajos de restauración con objeto de hacerlos visitables al público. El castillo, aunque es libremente accesible al visitante, parece ser de titularidad privada, o al menos su titularidad no es claramente atribuible, circunstancia ésta que dificulta una necesaria intervención para frenar su deterioro. Además en tiempos íberos había importantes asentamientos con producción minera en su territorio. También es destacable, aunque aparentemente no se puede visitar, la existencia de una cisterna presumiblemente de origen árabe.
Existe en la parroquia una talla de la Virgen de la Leche, patrona de la localidad, que parece datar del siglo XII-XIII. A pesar del trabajo de restauración a que fue sometida durante el siglo XX parece estar bastante deteriorada, existiendo una réplica de esta imagen que es la utilizada en las procesiones de las fiestas patronales. Además, aunque de nulo valor artístico y tal vez de poco valor histórico, parece oportuno anotar aquí la existencia de las ruinas de una ermita que, en otros tiempos, albergó la citada talla que ahora se encuentra, como se ha dicho, en la parroquia. Al parecer la ermita fue destruida durante el transcurso de las guerras carlistas. Sus restos se encuentran en un monte cercano al pueblo que luego se usó como cantera. 
La Torre del Palacio de Torres Torres se halla en la curva que forma la carretera a la entrada de la población viniendo desde la vecina Estivella, y frente a la iglesia parroquial. 
Esta torre formaba parte del palacio señorial de los Vallterra, construido en el siglo XVI para servir de residencia temporal a los barones. La propiedad fue dividida en dos mitades en 1833, actualmente número 1 y 2 de plaza de la iglesia. Estas son de dos plantas, construidas con piedras unidas por argamasa y se alzaba sobre la entrada principal del palacio, en arco de medio punto con grandes dovelas que da acceso a un patio a través de un arco que sirve de basamento a la torre. Sobre la puerta se abre una ventana rectangular con balcón, de factura muy posterior. Actualmente esta dos casas se denominan (La casa del Baró) una de ellas totalmente restaurada y otra en proceso de restauración.

## Cultura

### Fiestas
Como en tantas otras localidades de España, las fiestas patronales de Torres Torres se celebran durante el mes de septiembre. En particular, con independencia de que durante los días previos se programen algunas actividades lúdicas de diversa índole, los días señalados como festivos son 8, 9 y 10 de septiembre. Aunque la titular de la iglesia parroquial es Nuestra Señora de los Ángeles, la patrona de la localidad es la Virgen de la Leche, a quien se dedica la festividad del día 8 de septiembre, siendo considerado este como el día principal de las fiestas. El día 9 de septiembre se dedica también a la virgen, bajo su advocación de Virgen de Vallivana, mientras que el día 10 se dedica la festividad a la figura de San Roque.
Durante el transcurso de estas fiestas patronales se celebra el tradicional baile o verbena del mantón. No es este baile sino una verbena tradicional, al uso de las que son comunes en el resto de España, pero con la particularidad de que todas las mujeres salen a bailar ataviadas con un mantón de Manila.
El día 31 de diciembre también es festivo en la localidad, por ser esta la fecha en que la tradición oral fija el hallazgo de la talla de la Virgen de la Leche. Por último, en fechas recientes se intenta recuperar la festividad de San Antonio Abad, el 17 de enero, aunque su celebración se traslade al domingo más próximo a esa fecha. Como es bien sabido, San Antonio Abad es patrón de los animales, de ahí que su festividad tenga tanto arraigo en zonas rurales, donde los animales han tenido secularmente tanta importancia para el desarrollo de la actividad agraria.

## Turismo
Torres Torres también se considera una localidad con faceta turística, ya que cuenta con baños árabes que transportan al visitante a la época islámica, además de su exclusividad, puesto que muy pocos son los baños de estas características que llegan a nuestros días en buen estado. Desde el Ayuntamiento de Torres Torres, se han fomentado las visitas a este lugar que forma parte de su patrimonio y de la historia de la localidad. Se realizan visitas guiadas y gratuitas de una duración aproximada de 1 hora y media: pasando por los baños árabes, la Cisterna y mostrando el Castillo de Torres Torres. Todo esto con reserva previa desde las oficinas municipales del ayuntamiento, su teléfono oficial o por correo electrónico.
Esta localidad forma parte de una gran ruta turística de senderismo y ciclo-turismo llamada "El camino del Cid". Se trata de un itinerario cultural a lo largo de España que sigue las huellas de Rodrigo Díaz de Vivar. Principalmente la ruta se basa en los lugares nombrados en el Cantar del mío Cid y su seguimiento con una longitud de 1400 kilómetros de senderos y 2000 kilómetros de carreteras. El itinerario está dividido en rutas de entre 50 y 300 km unidas entre sí. En lo que respecta a Torres Torres, ha sido una localidad de interés en esta iniciativa por sus marcas históricas y su carácter islámico y medieval.